# Ally Pickering
Albert Gary ("Ally") Pickering (Manchester, 22 juni 1967) is een Engels voormalig voetballer die als verdediger speelde. Hij kon zowel als rechtsachter als centraal in de verdediging uit de voeten. Hij speelde gedurende zijn loopbaan voor achtereenvolgens Rotherham United, Coventry City, Stoke City, Burnley en Chesterfield.

## Clubcarrière
Pickering staat vooral bekend om zijn periode bij Coventry City, waarmee hij van 1993 tot 1996 actief was in de Premier League. Hij speelde 65 competitiewedstrijden op het hoogste niveau, maar scoorde finaal niet in loondienst van The Sky Blues. Hij was de speler die op 8 april 1996, tegen leider Manchester United op Old Trafford, de hoekschop nam waarbij Coventry City-speler David Busst een dubbele open beenbreuk opliep, volgens waarnemers de verschrikkelijkste blessure in de voetbalgeschiedenis.
In twaalf seizoenen profvoetbal scoorde de rechtsachter vier doelpunten. Pickering sloot zijn professionele loopbaan reeds af in 2000, maar speelde vervolgens drie seizoenen bij verschillende Engelse amateurclubs. Daarvan waren Hyde United en Mossley zijn laatste bestemmingen.
Pickering stopte definitief met voetballen in 2003.